# غاريث واربورتون
غاريث واربورتون (بالإنجليزية: Gareth Warburton) هو منافس ألعاب قوى بريطاني، ولد في 23 أبريل 1983 في Beverley ‏ في المملكة المتحدة.

## وصلات خارجية
- غاريث واربورتون على موقع الاتحاد الدولي لألعاب القوى (الإنجليزية)
- غاريث واربورتون على موقع الدوري الماسي (الإنجليزية)
- غاريث واربورتون على موقع أوليمبيديا (الإنجليزية)
- غاريث واربورتون على موقع اللجنة الأولمبية البريطانية (الإنجليزية)
- غاريث واربورتون على موقع اتحاد ألعاب الكومنولث (مؤرشف) (الإنجليزية)